# 라인란트

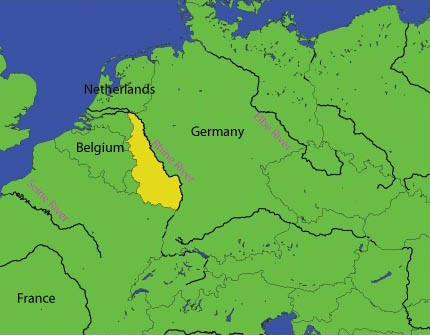
라인란트의 위치

라인란트(독일어: Rheinland, 프랑스어: Rhénanie)는 일반적으로 독일과 프랑스, 룩셈부르크, 벨기에, 네덜란드 사이의 국경으로부터 라인강에 이르는 지역을 가리킨다. 그러므로 역사적으로 라인란트의 일부였으며 현재 프랑스령인 알자스-로렌 정도를 제외하고는 현재는 독일 영토의 일부이다.
고대에 갈리아족과 게르만족간의 완충지였으며, 중세에 들어서면서 로렌 공국, 작센 공작령, 슈바벤 공국으로 나뉘었다. 이후 교회령 등이 성립하면서 더욱 많은 영방국가들로 쪼개어지게 되어 복잡한 국제적·정치적 문제를 야기하게 되었다.
대체로 17세기 초 즈음의 상황은, 북부에 선제후령인 쾰른 대주교령과 클레베 공작령이 있었고, 중부에 역시 선제후령인 트리어 대주교령과 마인츠 대주교령, 보름스 주교령, 선제후인 팔츠 백작령, 나사우 백작령이 있었다. 남부에는 스트라스부르 주교령, 알자스-로렌, 바덴 후작령이 있었다.
일찍이 1356년 금인칙서가 포고되어 선제후에 대한 공격, 침략, 간섭, 독립의 위협 등이 모두 국사범에 준하여 취급되게 됨으로써 이 지역에 이렇듯 많은 선제후령이 포진해 있음으로써 이 지역의 정치적 통합은 불가능해지고 말았다. 이렇듯 라인란트의 분열된 상황은 외부 세력, 특히 프랑스의 이 지역에 대한 야심을 촉진했다.
1648년 베스트팔렌 조약으로 30년 전쟁을 종결지으면서 프랑스는 알자스를 확보하고, 1766년에는 로렌 공국을 차지했다. 한편 1614년 브란덴부르크 변경백은 클레베 공작령을 손에 넣어 후일 프로이센으로 이 지역이 귀속될 근거지를 마련했다.
프랑스가 자국의 자연국경을 라인강과 알프스산맥, 피레네산맥을 잇는 선으로 생각하게 되면서 라인란트에서 프랑스와 신성로마제국 그리고 이를 계승하는 국가들 사이의 세력전은 더욱 치열해졌다. 나폴레옹 전쟁 중에 나폴레옹은 프랑스의 경계를 라인강까지 확장하여 라인란트 전체를 프랑스령으로 삼았으며, 라인강의 동안에 새로이 라인 연방을 세웠다.
나폴레옹의 몰락 후, 빈 회의에서는 프랑스의 국경을 1789년의 경계로 되돌렸다. 이에 따라 라인란트에서 프랑스의 근거지는 알자스만이 남게 되었다. 그 외의 라인란트 전역은 프로이센의 영역이 되었다. 프로이센은 1824년, 기존의 영토와 새로 얻은 영토를 합쳐 라인란트 지역에 라인 주를 설립했다. 1871년 프로이센-프랑스 전쟁의 결과, 알자스-로렌이 프로이센에게 병합되면서 라인란트 전역은 독일 제국의 영토로 되었다.
제1차 세계대전의 결과, 베르사유 조약으로 알자스-로렌은 다시 프랑스의 영토로 넘어갔고, 라인란트 전역과 라인강 동안의 50km 지역까지 비무장지대가 설정되었다. 이 라인란트 비무장지대는 1936년 3월 7일, 히틀러가 나치 독일군에 진주를 명하면서 사라졌다.

## 같이 보기
- 30년 전쟁
- 베스트팔렌 조약
- 빈 회의
- 베르사유 조약